# Heilig Hartbeeld (Zeeland)
Het Heilig Hartbeeld is een standbeeld in de Nederlandse plaats Zeeland, in de provincie Noord-Brabant.

## Achtergrond
Ter gelegenheid van diens zilveren priesterjubileum kreeg pastoor Kitslaar van de parochianen een Heilig Hartbeeld aangeboden. 
Het werd gemaakt in het Haarlemse atelier J.P. Maas & Zonen en op 28 mei 1929 onthuld en ingewijd. Het beeld stond aanvankelijk naast de entree van de Jacobus de Meerderekerk, tegenwoordig staat het voor de pastorie.

## Beschrijving
Het monument bestaat uit een groep van drie losse beelden. Centraal figuur is een staande Christus, gekleed in een lang, gedrapeerd gewaad. Hij houdt zijn handen boven een op korenschoven geknielde man met hooivork aan zijn linkerzijde en een moeder met kind aan zijn rechterzijde. Op zijn borst is het Heilig Hart zichtbaar. 
De oorspronkelijke natuurstenen sokkel is vervangen door een lager, gemetseld exemplaar. Aan de voorzijde is een plaquette aangebracht met de tekst 

H. HART VAN JESUS
ZEGEN
DE HUISGEZINNEN
ZEGEN
HET LEVEN VAN
ARBEID

## Waardering
De kerk en het Heilig Hartbeeld werden als rijksmonument ingeschreven in het monumentenregister. Voor het beeld is dat vanwege het "cultuurhistorisch belang als bijzondere uitdrukking van de ontwikkeling van het katholicisme in het zuiden, in het bijzonder de ontwikkeling van de H. Hartdevotie en is tevens van belang als voorbeeld van de typologische ontwikkeling van het H. Hartmonument. Het heeft kunsthistorisch belang door de stijl en de detaillering en is van belang als voorbeeld van het werk van het Haarlemse atelier Maas. Het heeft ensemblewaarden vanwege de bijzondere situering, verbonden met de ontwikkeling van een typerend Brabants kerkdorp. Het is gaaf bewaard gebleven."